# Răscăeți
Răscăeți est une commune du județ de Dâmbovița en Roumanie.